# Der Mann aus Marokko
Der Mann aus Marokko ist ein britisches Filmdrama aus dem Jahre 1944 des nach Großbritannien ausgewanderten deutschen Kameramanns Mutz Greenbaum (hier als Max Greene) mit Adolf Wohlbrück (hier als Anton Walbrook) in der Hauptrolle.

## Handlung
Frühjahr 1939, der Spanische Bürgerkrieg ist zu Ende. Die franquistischen Truppen haben gesiegt, und die Internationalen Brigaden sind in Auflösung begriffen. Von den Faschisten des „Caudillo“ geschlagen, begibt sich auch der tschechoslowakische Widerstandskämpfer Karel Langer mit seinen Leuten, die die Republik verteidigt hatten, in Richtung französische Grenze. Inmitten der Pyrenäen stößt er auf ein halb verfallenes Schloss, in dem die Besitzerin Manuela de Roya residiert. Auch sie hat schon bessere Tage gesehen. Ihr Bruder hält sich im oberen Stockwerk auf und ist schwer erkrankt. In seinem Fieberwahn glaubt er, bei Langer handele es sich um seinen ältesten Bruder. Bald finden Manuela und Karel Gefallen aneinander. Nach einer kurzen Zeit der Rast ziehen Langer und seine Mitkämpfer bis zur Grenze, wo man sie zwar ins Land hineinlässt, jedoch sofort die Waffen abnimmt und als ausländische Kombattanten interniert. Langer will nach London weiterreisen, da er früher dort eine Zeitlang gelebt hatte. Mit der Hilfe Manuelas, die über einige Kontakte verfügt, gelingt es ihm auch, seine Entlassungspapiere ausgestellt zu bekommen. Doch inzwischen hat die deutsche Wehrmacht Frankreich überrollt, und die mit Hitler kollaborierende Vichy-Regierung beschließt, alle Gefangenen in das französische Sahara-Gebiet zu deportieren, wo sie Zwangsarbeit leisten sollen. Lagerkommandant Hauptmann Ricardi verbrennt daraufhin Langers Entlassungspapiere, und das Schicksal des tschechischen Flüchtlings scheint vorerst besiegelt.
Manuela ist derweil zum Lager gereist, wo Ricardi offensichtlich selbst ein Auge auf die schöne Spanierin geworfen hat. Immerhin erlaubt er den beiden Liebenden, sich voneinander zu verabschieden. Die Fronarbeit – die Gefangenen sollen eine Eisenbahnverbindung durch die Wüste bauen – in der brennenden Hitze der Sahara ist für die europäischen Sklaven geradezu mörderisch, und Langer plant sogleich seine Flucht, die ihm mit Hilfe des Arztes Dr. Duboste gelingt. Er gibt ihm eine Liste von der französischen Republik loyal gegenüberstehenden Franzosen in Marokko mit, bei denen er sich Hilfe zur Flucht nach England erhoffen kann. Unter großer Anstrengung erreicht Karel schließlich London, wo er Manuela wiedersieht. Nach vergeblichen Versuchen, die Duboste-Liste an dessen Tochter Sarah zu übergeben, wird Karel beinah von einer deutschen Agentin namens Erna überlistet, die sich als Sarah ausgibt, um an die Namen der Widerstandskämpfer zu gelangen. Um das wertvolle Dokument fortan sicherzustellen, gibt der Tscheche das Papier an Manuela weiter, die aber wiederum von dem offensichtlich ebenfalls in London eingetroffenen Hauptmann Ricardi bestohlen wird.
Ricardi versucht Langer zu täuschen, in dem er diesem vorlügt, dass Manuela ihm die Liste aus Vertrauen und Liebe überreicht habe, denn beide, also Manuela und Ricardi, wollten demnächst heiraten. Auch Sarah, die nun endlich Langer kennen lernt, berichtet, dass Ricardi und Manuela angeblich bereits geheiratet hätten. Mit einigen Schwierigkeiten habe sie aber endlich die Liste ausgehändigt bekommen. Da nun Langer nichts mehr in London hält, reist er nach Marokko zurück, um seinen Kombattantenkumpel bei der Flucht aus der Sklavenarbeit Nordafrikas zu helfen. Er hat mit seiner Unternehmung Erfolg, und als die Amerikaner in Nordafrika gelandet sind, lässt er sich vom US-Geheimdienst anwerben. Man sagt ihm, dass man zwei Verräter aufgespürt habe, die für den Feind gearbeitet hätten und nun in amerikanischem Gewahrsam seien. Bei einer Gegenüberstellung sieht Langer Manuela und Hauptmann Ricardi wieder. Da Karel aber Manuela noch immer liebt, leugnet er, die beiden zu kennen. Manuela gelingt es nach ihrer Freilassung Karel unter vier Augen zu sprechen und klärt alle durch Intrigen und mangelndem Vertrauen entstandenen Irrtümer auf. Nun können beide eine gemeinsame Zukunft beginnen.

## Produktionsnotizen
Der Mann aus Marokko entstand in der zweiten Jahreshälfte 1944 in den Welwyn Studios in Welwyn Garden City und wurde am 9. April 1945 in London uraufgeführt. Die deutsche Premiere fand am 23. Februar 1951 statt.
D. W. L. Daniels gestaltete die Filmbauten, Anna Duse entwarf die Kostüme. Austin Dempster war einfacher Kameramann. Charles Williams dirigierte die Komposition Mischa Spolianskys.
Die deutsche Fassung wurde massiv um gut eine halbe Stunde gegenüber dem britischen Original (116 Minuten) gekürzt.

## Synchronisation
| Rolle           | Darsteller       | Synchronsprecher |
| --------------- | ---------------- | ---------------- |
| Karel Langer    | Adolf Wohlbrück  | Wolfgang Lukschy |
| Manuela de Roya | Margaretta Scott | Ursula Grabley   |
| Sarah Duboste   | Mary Morris      | Gudrun Genest    |
| Dr. Duboste     | David Horne      | Walter Werner    |
| Colonel Bagley  | Hartley Power    | Alfred Balthoff  |

## Kritiken
Das Lexikon des Internationalen Films urteilt: „In den historisch fundierten Szenenfolgen aussagekräftiger, in anderen Partien von naiver Spionageromantik bestimmter Abenteuerfilm, der, 1944 gedreht, gegen das Vichy-Regime Pétains Stimmung macht.“
Halliwell’s Film Guide kam zu folgendem Schluss: „Gestelztes, abschweifendes und außerordentlich wenig überzeugendes Melodram mit einem sich sehr unwohl fühlenden Star“.